# Gornji Hasić
Gornji Hasić naseljeno je mjesto u sastavu općine Bosanski Šamac u Republici Srpskoj u Bosni i Hercegovini.

## Stanovništvo
| Gornji Hasić       |               |               |                |
| godina popisa      | 1991.         | 1981.         | 1971.          |
| Hrvati             | 967 (92,27 %) | 993 (95,75 %) | 1007 (96,92 %) |
| Srbi               | 36 (3,43 %)   | 24 (2,31 %)   | 25 (2,40 %)    |
| Muslimani          | 1 (0,09 %)    | 1 (0,09 %)    | 3 (0,28 %)     |
| Jugoslaveni        | 12 (1,14 %)   | 13 (1,25 %)   | 3 (0,28 %)     |
| ostali i nepoznato | 32 (3,05 %)   | 6 (0,57 %)    | 1 (0,09 %)     |
| ukupno             | 1048          | 1037          | 1039           |

## Poznate osobe
- Ružica Šušnjara Sarić (6. prosinca 1950.) istaknuta je kulturna djelatnica

## Unutrašnje poveznice
- ONK Hasić Gornji Hasić

## Vanjske poveznice
- hasicani.com
- Hasić on-line  Arhivirana inačica izvorne stranice od 14. travnja 2009. (Wayback Machine)